# Finnskoga landsfiskalsdistrikt
Finnskoga landsfiskalsdistrikt var 1918–1964 ett landsfiskalsdistrikt i Värmlands län, bildat när Sveriges indelning i landsfiskalsdistrikt trädde i kraft den 1 januari 1918, enligt beslut den 7 september 1917. Den 1 januari 1965 avskaffades i Sverige samtliga landsfiskaler och landsfiskalsdistrikt, och deras arbetsuppgifter delades upp på de nyskapade indelningarna polisdistrikt, åklagardistrikt och kronofogdedistrikt.
Landsfiskalsdistriktet låg under länsstyrelsen i Värmlands län.

## Ingående områden
När Sveriges nya indelning i landsfiskalsdistrikt trädde i kraft den 1 januari 1952 (enligt kungörelsen 1 juni 1951) ändrades distriktets omfattning genom att Nyskoga landskommuns område överfördes till Vitsands landskommun samtidigt som de tre övriga kommunerna genom kommunreformen 1952 sammanslogs till en storkommun.

### Från 1918
Älvdals härad
- Dalby landskommun
- Norra Finnskoga landskommun
- Nyskoga landskommun
- Södra Finnskoga landskommun

### Från 1 januari 1952
- Finnskoga-Dalby landskommun